# Kusa-meikyū
Kusa meikyū (草迷宮) é um filme japonês surrealista dirigido por Shūji Terayama lançado na França em 1979 e no Japão em 1983.

## Enredo
O filme é um drama surrealista sobre um jovem adulto procurando por uma canção em particular, ou talvez pelo seu pai, ou talvez por si mesmo. O filme aparenta entrecortar o presente e o futuro exibindo vários tipos de intrigas, como: sua mãe contra uma prostituta mentalmente perturbada, um adolescente contra um adulto, um mar infinito contra um oceano infinito e etc. Além disso, o filme também utiliza muitos eventos visuais para tentar guiar a narrativa, como um lenço vermelho no chão, sempre amostrando o caminho ao protagonista e várias bolas envoltas em fios, que podem significar coisas diferentes dependendo do espectador. Como se isso não fosse o suficiente, o protagonista também começa a ser perturbado por pessoas desconhecidas.

## Elenco
- Hiroshi Mikami como Akira (quando jovem)
- Takeshi Wakamatsu como Akira (quando adulto)
- Keiko Niitaka como Mãe
- Yasumi Nakasuji como Chiyojo
- Juzo Itami como Diretor / Padre / Velhote
- Miho Fukuya como Garota
- Masaharu Satō (não creditado)
- Yoko Ran (não creditada)

## Lançamento
Kusa meikyū foi lançado no pacote de filmes francês Collections Privées (Coleções Privadas) junto com outros dois filmes: "L'île aux sirènes" de Just Jaeckin e "L'Armoire" de Walerian Borowczyk, ambos associados ao cinema vanguardista com fortes conotações sexuais. Kusa meikyū é o de maior duração em comparação aos outros dois filmes. Após o falecimento de Shuji Terayama, em 1983, o filme foi lançado de forma separada em sua homenagem, no Japão.

## Prêmios e nomeações
8º Hochi Film Award
- Ganhou: Melhor ator - Juzo Itami